# 林肯森特 (堪薩斯州)
林肯森特（英語：Lincoln Center）是一個位於美國堪薩斯州林肯縣的城市。同時該地也是林肯縣的縣治。

## 地方資料
林肯森特的座標為39°02′27″N 98°08′41″W / 39.04083°N 98.14472°W，而該地的海拔高度為432米（即1417英尺）。根據2010年美國人口普查，該地共人口1171人，而該地的面積約為3.24平方千米。